# هاوتن
هاوتن Houten  هي مدينة وبلدية بمقاطعة أوترخت بهولندا.

## طوبوغرافيا
خريطة طوبوغرافية هولندية لبلدية هاوتن، مارس 2014، (تقرأ بعد ثلاث نقرات على الخريطة).

## معرض صور

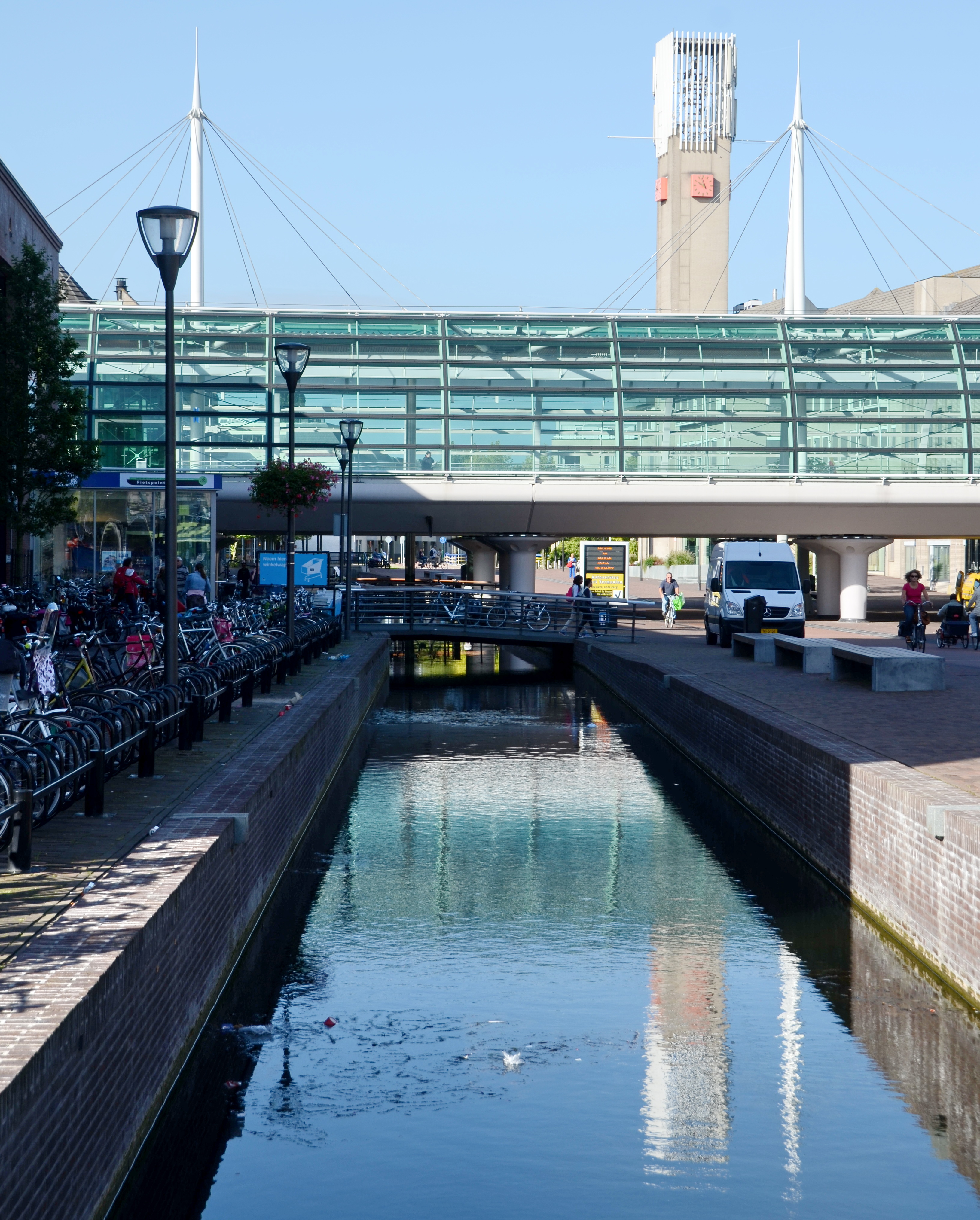
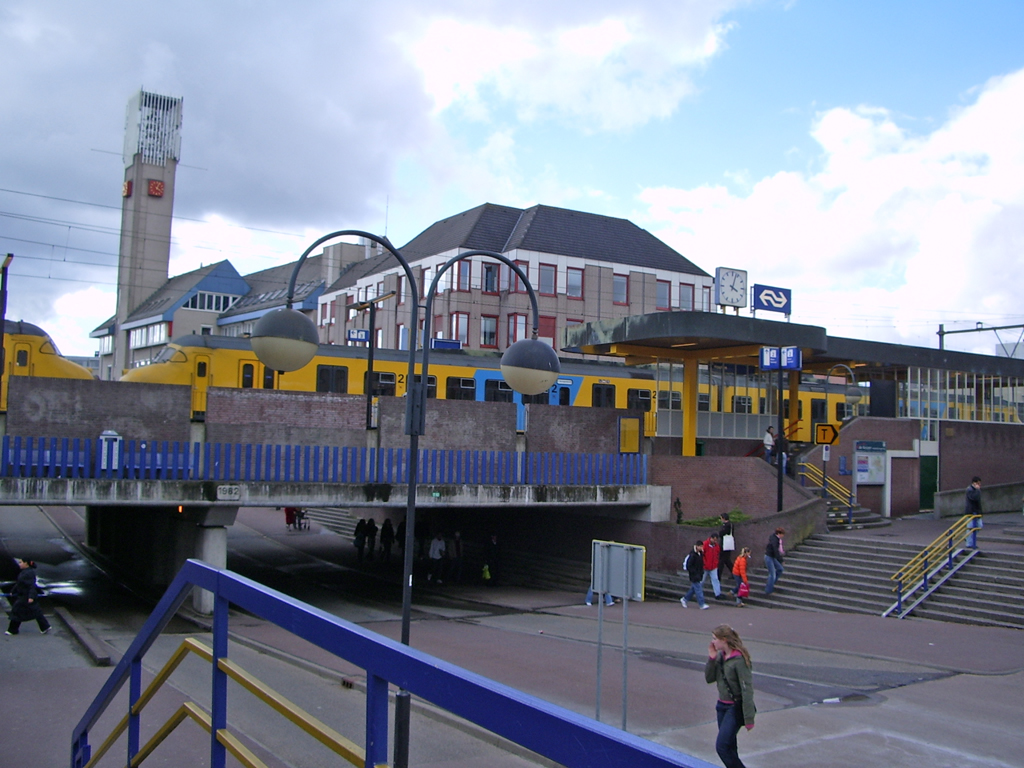
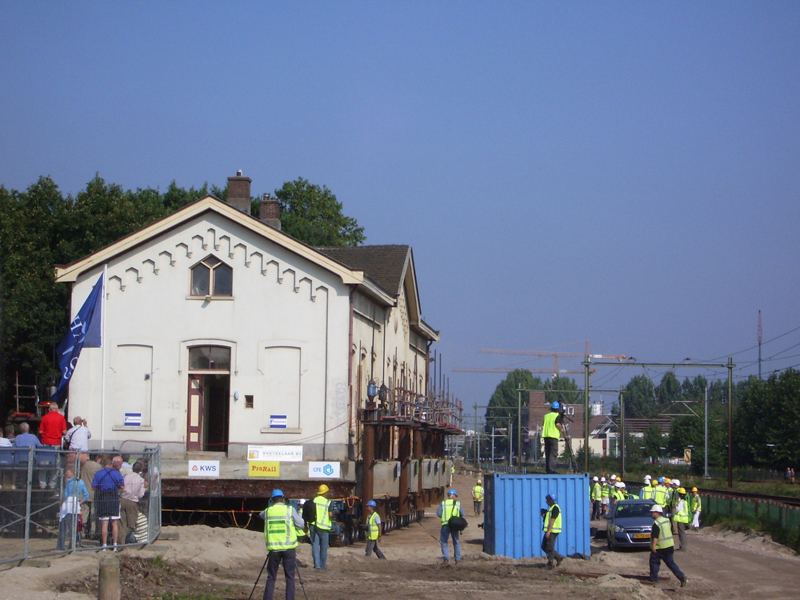
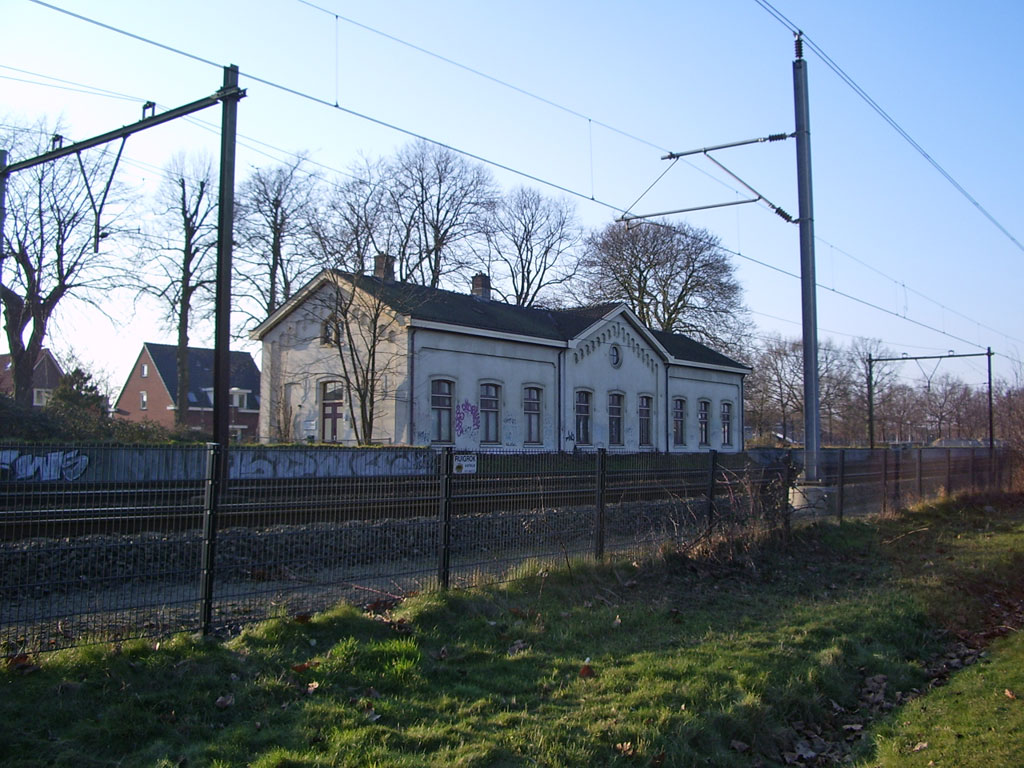

## أعلام
- بنيامين فان لير

## وصلات خارجية
- الموقع الرسمي
- Historical website (in Dutch, and as of June 2015 has begun blocking United States IP addresses.)